# Cmentarz żydowski w Podwilku
Cmentarz żydowski w Podwilku – powstał w drugiej połowie XIX wieku i jest jedynym cmentarzem żydowskim w polskiej części Orawy. Do naszych czasów zachowało się około sześćdziesięciu macew, z których najstarsza pochodzi z 1868 roku. Inskrypcje są w języku hebrajskim, niemieckim oraz węgierskim.